# Карл Фрідріх Рапп
Карл Фрідріх Рапп (нім. Karl Friedrich Rapp, 24 вересня 1882 року, Егінген (Дунай) — 26 травня 1962 року, Локарно) — німецький засновник і власник Rapp Motorenwerke GmbH у Мюнхені. З часом ця компанія стала BMW AG. BMW AG визнає його опосередкованим засновником компанії.

## Біографія
Карл Рапп народився 24 вересня 1882 року. Він отримав спеціальність інженера й працював у автомобільній компанії Züst з 1908 по 1911 рр. Також він працював технічним дизайнером у Daimler Benz до 1912 року. Рапп залишив Daimler-Benz, щоб очолити філію Flugwerk Deutschland GmbH.
Коли Рапп залишив компанію, її перейменували на BMW. Він працював до жовтня 1923 року головним інженером та начальником відділу аеродвигунів машинного заводу LA Riedlinger. Карл Рапп жив у Швейцарії з 1934 року, керуючи обсерваторією, яка проводила сонячні спостереження.
Він помер у 1962 році в Локарно.

## Виробництво авіаційних двигунів
Flugwerk Deutschland GmbH переніс штаб-квартиру з Гельзенкірхен-Роттгаузен у Бранд поблизу Аахена. Об'єктом бізнесу було виробництво та продаж літаків, машин та обладнання в галузі авіаційної техніки та експлуатації аеродромів. 20 травня 1913 року було створено філію з виробництва авіаційних двигунів біля першого аеропорту в Мюнхені — Мільбертсхофен. Карл Рапп працював у Мюнхені інженером та керівником відділу в компанії, займався будівництвом декількох біпланів та моноплана. Рапп також розробляв аеродвигуни, зокрема аеродвигун FD 1416. Компанія брала участь у Загальному авіасалоні в Берліні 1912 року. Рішенням акціонерів компанія була розпущена 16 квітня 1913 р.

## Rapp Motorenwerke— фундація BMW
У 1913 на північній околиці Мюнхена Карл Рапп і Густав Отто, син винахідника двигуна внутрішнього згоряння Ніколауса Августа Отто, створили дві маленькі авіамоторні фірми. Перша світова війна принесла численні замовлення на двигуни для літаків. Рапп і Отто об'єдналися в один авіамоторний завод. Мюнхенський завод авіаційних двигунів у липні 1917 був зареєстрований як Bayerische Motoren Werke (Баварські моторні заводи) — BMW. 29 квітня 1913 року вважають роком заснування BMW, а Карла Раппа і Густава Отто її творцями. Генеральний консул Ауспітцер був єдиним акціонером компанії, технічними справами якої керував Карл Рапп. Нова компанія мала виготовляти та продавати двигуни всіх типів, зокрема двигуни внутрішнього згоряння для літаків та автотранспортних засобів. Компанія швидко розросталася, до 1915 року там працювало 370 працівників. Кілька прототипів літальних апаратів було розроблено, але через слабкі місця в конструкції успіху не досягли. На початку Першої світової війни компанія здобула певну репутацію й була корисною для військових дій.
Адміністрація прусської армії ухвалила рішення замовити 600 інноваційних аеродвигунів. Директор та акціонер Карл Рапп звільнився з компанії приблизно в той час через погане самопочуття. У зв'язку з цим Rapp-Motorenwerke було перейменовано в Bayerische Motoren Werke GmbH. Нова компанія бере на себе працівників та виробничі потужності. До кінця війни аеродвигуни були єдиним продуктом компанії. Аеромотор BBE мав великий успіх під позначенням BMW IIIa. Після закінчення Першої світової війни фірма ледь не зазнала краху. За Версальським договором німцям заборонили виробляти двигуни для літаків, а саме двигуни були єдиною продукцією BMW. Карл Рапп і Густав Отто знайшли вихід — завод перепрофілювали на випуск мотоциклетних двигунів і мотоциклів. У 1923 році на заводі BMW збирають перший мотоцикл R32. На мотосалоні 1923 року в Парижі цей мотоцикл BMW завоював репутацію швидкісної і надійної машини, що підтвердили абсолютні рекорди швидкості на міжнародних мотогонках 20-х-30-х років.